# よろしくヨッスィー
『よろしくヨッスィ〜』は、2001年10月6日から2004年3月27日までCBCラジオで放送されていたバラエティ番組である。

## 番組史
2001年10月6日、『ヘッチャラ平家★よろしくヨッスィ〜』（ヘッチャラへいけ よろしくヨッスィ〜）と題して放送開始。この当時は、平家みちよ（後のみちよ）と吉澤ひとみの「みちよしコンビ」がパーソナリティを務めていた。吉澤は、2001年9月1日のCBC50周年記念スペシャルに出演した際にこの番組の予告をしていた。
2002年10月12日放送分をもって、パーソナリティが稲葉貴子と吉澤の「いなよしコンビ」に変更。それに伴い、番組も『いきなりイナバ★よろしくヨッスィ〜』と改題した。

## コーナー
- 星に願いを
- お便りカモンナ
- いなよしチャンネル
- ラブラボ
- ちょいワルコーナー・与志團（よしだん）
- ほか

## 放送時間
CBCラジオでは一貫して土曜 22:00 - 22:30 （日本標準時）に放送。
『CBCドラゴンズナイター』の延長時には放送休止になることがあった。その際には、その回における曲の時間を短くした、もしくは完全にカットしたダイジェスト版『先週放送できなかったよろしくヨッスィー』（2週以上休止になったときには『わけあって放送できなかったよろしくヨッスィー』）を翌週以降に放送することで対応した。ナビゲーターはCBCアナウンサーの石井亮次が務めた。

## 放送局
- HBCラジオ[1]
- 青森放送[1]
- 秋田放送[1]
- ラジオ福島[2]
- 信越放送[1]
- 北陸放送[1]
- 福井放送[2]
- 山陰放送[1]
- 山陽放送[1]
- 中国放送[2]
- 四国放送[2]
- 西日本放送[2]
- 高知放送[2]
- 大分放送[要出典]

## その他
- いなよしコンビと当時CBCが採用していたキャッチフレーズを掛けた「稲葉貴子です、吉澤ひとみです、ふたりはいなよしびし」というCBCステーションジングルがあった。
- 末期には、菊池亜衣が番組タイトルを歌ったものをジングルにしていた。

## 関連番組
- 音楽ガッタスのGuts10☆ガッタス!! - 番組終了から3年半後に吉澤がCBCラジオで持ったレギュラー番組。

| CBCラジオ 土曜22:00枠 | CBCラジオ 土曜22:00枠 | CBCラジオ 土曜22:00枠                                                   |
| 前番組                | 番組名 | 次番組                                                                  |
| --------------------- | --- | ----------------------------------------------------------------------- |
| 城島茂のTOKIO CLUB    | ヘッチャラ平家★よろしくヨッスィ〜 （2001年10月6日 - 2002年10月5日） ↓ いきなりイナバ★よろしくヨッスィ〜 （2002年10月12日 - 2004年3月27日） | ハイパーナイト メンたま （2004年4月3日 - 2004年9月25日） ※22:00 - 23:00 |